# 本田勝
本田 勝（ほんだ まさる、1953年4月27日 - ）は、日本の経営者、運輸官僚。東京地下鉄顧問。国土交通事務次官、東京地下鉄代表取締役会長等を歴任。岐阜県出身。

## 概要
- 1972年 岐阜県立岐阜高等学校卒業（生徒会長、応援団長を務めた）[3]
- 1976年 東京大学法学部卒業、運輸省入省（港湾局管理課）
- 1979年5月 大臣官房文書課第三法規係長
- 1980年7月 大臣官房文書課第一法規係長
- 1982年4月 広島陸運局総務部企画課長
- 1983年9月 大臣官房環境課海洋汚染対策室
- 1985年2月 大臣官房人事課専門官（大臣官房国有鉄道部財政課国有鉄道再建実施対策準備室併任）
- 1985年4月 大臣官房国有鉄道部財政課国有鉄道再建実施対策室補佐官
- 1987年4月 大臣官房国有鉄道改革推進部監理課補佐官
- 1987年10月 航空局監理部航空事業課補佐官
- 1989年6月 大臣官房文書課補佐官
- 1991年7月 大臣官房人事課補佐官
- 1992年6月 関東運輸局自動車第一部長
- 1994年6月 航空局監理部経理補給課長
- 鉄道局国有鉄道資産業務指導課長
- 航空局航空事業課長
- 2001年7月 国土交通省総合政策局観光部企画課長
- 航空局監理部総務課長
- 2003年7月 大臣官房総務課長
- 2004年7月1日 航空局飛行場部長
- 2005年8月2日 航空局次長
- 2007年7月10日 自動車交通局長
- 2009年7月24日 鉄道局長
- 2010年8月10日 航空局長
- 2011年9月16日 大臣官房長
- 2012年9月10日 国土交通審議官（運輸担当）[4]
- 2014年7月8日 国土交通事務次官
- 2015年 株式会社損保ジャパン日本興亜顧問[5]
- 2017年1月5日 一般社団法人ドローン操縦士協会理事[6]
- 2019年6月27日 東京地下鉄代表取締役会長[7][8]
- 2023年6月27日 東京地下鉄代表取締役会長退任[9]
- 2025年1月1日 東京地下鉄顧問

## 民間企業への人事介入
2022年12月13日、各地の空港でビルの運営などを手がける「空港施設株式会社」の社長、会長と面会し、国土交通省OBの同社副社長を社長に昇格させるよう要求。自身の立場を「有力なOBの名代」と説明し、社長に就任させれば「国交省としてあらゆる形でサポートする」とも語った。
2023年3月30日に報道でこれが発覚。本田は取材に対し、「関係のある方々に懸念、不快感を招いたとすれば、私の軽率な行動の不徳のいたす限り。反省しなければならない」と述べる一方で人事への介入については否定した。
2023年4月3日、国土交通省の宇野善昌官房長及び人事課長が実施した聞き取り調査の結果、「有力なOBの名代」という趣旨の発言について、いずれも事務次官を務めた小幡政人と安富正文の名前を挙げ、人事への介入を認めたことを、翌4日の閣議後記者会見において斉藤鉄夫国土交通大臣が明らかにした。
同年5月23日、政府は本田が東京地下鉄会長を退任する人事を閣議了解した。本田から「自らの言動が、会社やお客様に多大な迷惑をかけたことを深く反省している」として退任の申し出があったという。また、本田と事前に会食していた久保田雅晴航空局長も戒告処分を受け、その後辞職した。
しかしながら、2025年1月1日付けで東京地下鉄に舞い戻り、顧問に就任した。2025年7月25日の報道でこれが発覚。東京新聞の報道によると、「豊富な経験・知見から助言いただくため」として東京地下鉄側から働きかけられたため就任したと述べている。